# Gondor
Gondor er et fiktivt land, som omtales i J.R.R. Tolkien fantasy-romaner.
Ifølge beskrivelserne i disse bøger ligger det øst for Rohan, vest for Mordor. Gondors historie er lang; startede med Númenor. Da Númenor gik under undslap to skibe, på det ene skib var de to brødre Isildur og Anárion. Sammen skabte de kongedømmet Gondor. I den sidste alliances kamp mod Sauron blev Anárion dræbt af en sten kastet ned fra Barad-dûr. Isildur skar den ene ring af Saurons finger. Han tog den med sig til Gondor hvor han tilbragte to år. Han indsatte så sin nevø Meneldil som konge og tog så mod nord for at overtage tronen i Arnor. På rejsen blev han angrebet af orker på Irissletten. Efter Meneldil fulgte 30 af hans efterkommere ham som konge. I 2050 forsvandt kongen Eärnur og da han forsvandt overtog hans marsk styringen af Gondor. Embedet gik i arv fra far til søn og det gjorde det i mange hundrede år før den sidste konge forsvandt. I Ringenes Herre er Denethor 2. marsk, han er far til Boromir og Faramir.